# Északi összetett az 1998. évi téli olimpiai játékokon
Az 1998. évi téli olimpiai játékokon az északi összetett versenyszámait február 14. és 20. között rendezték meg Naganóban. Összesen két versenyszámban avattak olimpiai bajnokot. A csapatversenyben az addigi három fő helyett négy fő szerepelt egy csapatban.

## Éremtáblázat
(A rendező nemzet csapata eltérő háttérszínnel, az egyes számoszlopok legmagasabb értéke, vagy értékei vastagítással kiemelve.)
| Az 1998. évi téli olimpiai játékok éremtáblázata északi összetettben | Az 1998. évi téli olimpiai játékok éremtáblázata északi összetettben | Az 1998. évi téli olimpiai játékok éremtáblázata északi összetettben | Az 1998. évi téli olimpiai játékok éremtáblázata északi összetettben | Az 1998. évi téli olimpiai játékok éremtáblázata északi összetettben | Olimpia  |
| -------------------------------------------------------------------- | -------------------------------------------------------------------- | -------------------------------------------------------------------- | -------------------------------------------------------------------- | -------------------------------------------------------------------- | -------- |
|                                                                      | Ország                                                               | Arany                                                                | Ezüst                                                                | Bronz                                                                | Összesen |
| 1.                                                                   | Norvégia (NOR)                                                       | 2                                                                    | 0                                                                    | 0                                                                    | 2        |
|                                                                      |                                                                      |                                                                      |                                                                      |                                                                      |          |
| 2.                                                                   | Finnország (FIN)                                                     | 0                                                                    | 2                                                                    | 0                                                                    | 2        |
|                                                                      |                                                                      |                                                                      |                                                                      |                                                                      |          |
| 3.                                                                   | Franciaország (FRA)                                                  | 0                                                                    | 0                                                                    | 1                                                                    | 1        |
| 3.                                                                   | Oroszország (RUS)                                                    | 0                                                                    | 0                                                                    | 1                                                                    | 1        |
|                                                                      |                                                                      |                                                                      |                                                                      |                                                                      |          |
| Összesen                                                             | Összesen                                                             | 2                                                                    | 2                                                                    | 2                                                                    | 6        |

## Érmesek
| Az 1998. évi téli olimpiai játékok érmesei férfi északi összetettben |                                                                                           |         |                                                                                   |         |                                                                                    |         |
| Versenyszám                                                          | Arany                                                                                     | Arany   | Ezüst                                                                             | Ezüst   | Bronz                                                                              | Bronz   |
| Egyéni                                                               | Bjarte Engen Vik · Norvégia (NOR)                                                         | 41:21,1 | Samppa Lajunen · Finnország (FIN)                                                 | 41:48,6 | Valerij Sztoljarov · Oroszország (RUS)                                             | 41:49,3 |
| Csapat                                                               | Norvégia (NOR) · Halldor Skard · Kenneth Braaten · Bjarte Engen Vik · Fred Børre Lundberg | 54:11,5 | Finnország (FIN) · Samppa Lajunen · Jari Mantila · Tapio Nurmela · Hannu Manninen | 55:30,4 | Franciaország (FRA) · Sylvain Guillaume · Nicolas Bal · Ludovic Roux · Fabrice Guy | 55:53,4 |